# Славейко Джахов
Славейко Йорданов Джахов с псевдоним Турчина е български партизанин и офицер, генерал-майор.

## Биография
Роден е през 1914 г. в Ихтиман. От 1933 г. е член на РМС, а от 1936 г. и на БКП. От 1939 до 1941 г. е последователно член на Градския комитет и на Окръжния комитет на БКП в Ихтиман. От 1942 г. е партизанин в Ихтиманския партизански отряд, а от 28 август 1943 г. е командир на отряда. От юни 1944 г. отряда му се влива в втора партизанска бригада „Чавдар“. В нея е член на щаба и като такъв завежда връзките с партийните и ремсовите организации. След 9 септември 1944 г. започва работа в МВР в Ихтиман и Елин Пелин. По-късно е в Околийския комитет на БКП в Ихтиман и Окръжния комитет на БКП в София. Излиза в запаса през 1979 г. През 1966 г. написва спомени „Из дебрите на Еледжик. Партизански спомени.“ Умира през 1999 г. Награждаван е с орден „Народна република България“ – II (1964), I ст. (1974), орден „Георги Димитров“ (1984).